# Abrudfalva
Abrudfalva (románul: Abrud-Sat, németül: Abruden) falu Romániában, Fehér megyében.

## Fekvése
Abrudbányától északra fekvő település, Abrudbánya és Zalatna bányászfaluja.

## Története
Abrudfalva nevét 1589-ben említette először oklevél Abrugyfalva néven.
Későbbi névváltozatai: 1808-ban Abrudfalva, Abruden, 1913-ban Abrudfalva.
Abrudfalva a 19. században ismert volt jelentős juhtenyésztéséről és faedény-kereskedéséről.

## Népessége
1850-ben 747 lakosából 681 román és 26 magyar volt. 2002-ben a 920 lakosból 905 román, 10 cigány és 4 magyar, vallásuk szerint 849 görögkeleti és 54 baptista.

## Híres emberek
- Esztergár Lajos (1894-1978) egyetemi tanár, Pécs polgármestere 1943-45 között
- Radnóti Dezső (1865-1903) az Erdélyi Kárpát Egyesület (EKE) alapítója, titkára, majd 1891-1902 között főtitkára